# Herrschaft Diemantstein

Das Fürstentum Oettingen-Wallerstein im Jahr 1805

Die Herrschaft Diemantstein war eine Herrschaft im Heiligen Römischen Reich, die mit der Mediatisierung im Jahr 1806 unter die Landeshoheit von Bayern kam.

## Geschichte
Aus einer Seitenlinie der Herren von Fronhofen-Hohenburg gingen die Herren vom Stain oder von dem Stain hervor. Sie werden 1236 erstmals urkundlich überliefert. Vor 1236 erbauten sie eine Burg, die sie Stain nannten. Da dieser Burgenname mehrfach vorkam, fügten sie zur Unterscheidung den Personennamen Diemo hinzu. Mit dem Tod Konrads von Diemantstein († um 1280) trat Heinrich IV., Sohn Heinrichs III. von Rothenburg und der Adelheid von Sülzburg und Enkel des Reichsküchenmeisters und Mundschenk zu Nürnberg Heinrichs II. und Gertrud vom Stein, in die Stammfolge der Herrschaft Diemantstein ein. Die zahlreiche Nachkommenschaft Heinrichs III, der sich nicht von Rothenburg, sondern vom Stein nannte, führte im 14. Jahrhundert zur Aufsplitterung der Herrschaft Diemantstein. Der Ortsname Diemenstain tritt 1362 erstmals auf. Um die Burg siedelten sich Bauern an und 1603 bestand der Ort aus sechs Höfen, einer Mühle und einer Schmiede. Diemantstein gehörte seit 1542 dem Kanton Kocher des Ritterkreises Schwaben an. 1712 wurden die Freiherren von Diemantstein zu Reichsgrafen erhoben. Beim Aussterben des Geschlechts im Jahre 1730 kam die Herrschaft an die Familie Elster, 1756 an die Familie Schaudi und 1758 an das Reichsstift Sankt Ulrich und Afra in Augsburg. 1777 fiel durch Kauf die Herrschaft Diemantstein an die Fürsten von Oettingen-Wallerstein, in deren Besitz sie bis zum Ende des Alten Reiches blieb. Das Haus Oettingen-Wallerstein, fast alleiniger Gerichts- und Grundherr im mittleren Kesseltal, richtete in Diemantstein ein Lehen- und Allodialverwalteramt ein, das 1807 in das Justizamt Bissingen einging.

## Orte der Herrschaft Diemantstein
- Diemantstein
- Hochdorf
- Leiheim
- Maushof
- Oberliezheim
- Tuifstädt
- Unterringingen
- Warnhofen